# Erna Spoorenberg
Erna Spoorenberg (Yogyakarta, Java, Indias Holandesas Orientales; 11 de abril de 1925-Vught, Países Bajos; 18 de marzo de 2004) fue una soprano neerlandesa.

## Biografía
Huberdina Aletta Spoorenberg nació en Yogyakarta, Java, Indias Holandesas Orientales (actual Indonesia), hija de Wilhelmus Hubertus Barbara Spoorenberg (1882-1967), director de fábrica y posteriormente banquero, y de Thérèse Agnes Backer Overbeek (1881-1966). De pequeña estudió violín y canto. A los 14 años estudiaba en Nimega con Isa Neuhaus (Mathilde Rebecka Neufeld-Wallach, 1895 a 1944), antigua cantante de la Ópera de Düsseldorf establecida como profesora. Esta profesora, que era judía, fue deportada a un campo de concentración en 1940 por los nazis, siendo asesinada junto con su marido en 1944.
Spoorenberg estudió canto con Aaltje Noordewier hasta los 17 años, mientras continuaba sus clases de violín con Julius Röntgen. En el conservatorio decidió dedicarse al canto, dejando de lado el violín. En 1947 debutó en Radio Hilversum, cantando el motete Exsultate de Wolfgang Amadeus Mozart.
En 1949 hizo una audición para Karl Böhm y recibió un contrato de invitada del Ópera del Estado de Viena, convirtiéndose pronto en miembro permanente. Entre sus actuaciones se incluyen:
- Gaetano Donizetti: Don Pasquale (Norina)
- Carl Millöcker: Der Bettelstudent (Laura)
- Mozart: Die Zauberflöte (Pamina / Reina de la Noche), Die Entführung aus dem Serail (Konstanze), Las bodas de Figaro, Don Giovanni (Donna Elvira), Così fan tutte (Fiordiligi)
- Carl Otto Nicolai: Die Lustig Weibo von Windsor (Fraude Fluth)
- Jacques Offenbach: Las cuentos de Hoffmann
- Johann Strauss hijo: Die Fledermaus (Adele)
- Richard Strauss: Elektra
- Giuseppe Verdi: Rigoletto (Gilda)

De vuelta en los Países Bajos, se le ofreció un contrato con la Nationale Opera para 25 representaciones por temporada. Su debut tuvo lugar el 15 de septiembre de 1955 como Violetta de La traviata de Verdi. Su precario contrato implicaba que tenía que trabajar en el extranjero en papeles de ópera. Actuó en Hamburgo y en Berlín y realizó giras de conciertos por toda Europa. En 1963 y en 1965 hizo una gira por la Unión Soviética, presentándose al Teatro Marinski y al Teatro Bolshoi . En noviembre de 1967 debutó en los Estados Unidos de América, en el Philharmonic Hall de Nueva York, bajo la dirección de Gene cerrojo.
Paralelamente a su carrera de ópera, ofreció muchos recitales, a menudo acompañada al piano por Géza Frid, y también como solista. Fue la soprano solista en la grabación de la Pasión según San Mateo de Johann Sebastian Bach con De Nederlandse Bachvereniging, una grabación dirigida por Anthon van der Horst en 1957. Al año siguiente participó en un concierto en el Palacio de la Música Catalana de Barcelona al que se ofreció esta obra de Bach, en un evento conmemorativo del 50 aniversario de la inauguración del histórico edificio del Orfeón Catalán, un conjunto que actuó bajo la dirección del maestro Lluís Maria Millet. Participaron también la contralto Sieglinde Wagner, el tenor Ernst Haefliger, el bajo Kim Borg, el tenor Gaietà Renom (como Evangelista), el barítono José López Esparbé, el bajo Guillermo Arroniz y la soprano Laura Nuñez.
El 16 de abril de 1970 hizo su última aparición en De Nederlandse Opera como Konstanze a Die Entführung aus dem Serail .
A principios de la década de 1970, Spoorenberg resultó herida en un accidente de tráfico, sufriendo un aplastamiento de la caja torácica. Después de seis meses en el hospital, se entrenó intensamente para restaurar su técnica respiratoria. El accidente influyó en su decisión de trabajar más cerca de casa y se convirtió principalmente en profesora de canto. De 1970 a 1977, enseñó en la Royal Academy de Bruselas y de 1971 a 1988 en el Conservatorio de Ámsterdam. Después de 1978, trabajó como profesora privada.
Se casó cuatro veces: en 1947 en Voorburg con Dirk Willem Stellweg (1909 a 1993), director de Philips; después del divorcio, en 1952 en Westminster con Antonie van Ulsen (desde 1913 hasta 2006), comandante de la compañía aérea KLM ; después del divorcio, en 1968 en Amstelveen con Peter Jan Kardoes (nacido en 1942), abogado; y después de este último divorcio en 1988 con Eddy van Schoonhoven (? -2015), dentista.
Los últimos años de su vida se estableció en Vught, donde murió en 2004 a los 78 años.

## Premios
- Premio Internacional de Música Harriet Cohen
- 2002: Comandante de la Orden de Orange-Nassau

## Grabaciones
Sus más de 20 grabaciones incluyen:
- El arte de Erna Spoorenberg a la ópera Gala GL 100570
- Erna Spoorenberg: voces legendarias Decca 466985-2
- Leona Mitchell y Erna Spoorenberg - Aries italianas y canciones sagradas. Obras de Giacomo Puccini, Pietro Mascagni, Gioachino Rossini, Giuseppe Verdi, Wolfgang Amadeus Mozart Belart 461
- Los pescadores de perlas de Bizet. Papel: Leila. Verona 2707-8
- La dame blanche de François-Adrien Boieldieu. Papel: Anna. melodrama
- Roméo et Juliette de Gounod. Rol: Juliette. GOP
- Pelléas et Mélisande de Debussy. Rol: Mélisande. Decca 473351-2
- La canción de Solveig a Peer Gynt de Edvard Grieg - Filarmónica de La Haya, dirigida por Willem Van Otterloo. Philips (Minigroove 33 1/3), 1958